# Erik de los Santos
Gonzalo Erik de los Santos Olivera, noto semplicemente come Erik de los Santos (Montevideo, 16 gennaio 1999), è un calciatore uruguaiano, centrocampista dell'Unión La Calera.

## Caratteristiche tecniche
È un centrocampista centrale.

## Carriera

### Club
Ha giocato nella prima divisione dei campionati uruguaiano e cileno.

### Nazionale
Con la nazionale Under-20 uruguaiana ha preso parte al campionato sudamericano 2019, disputando un incontro.

## Palmarès

### Club

#### Competizioni nazionali
- Segunda División Profesional de Uruguay: 1

Racing de Montevideo: 2022